# Nyolc préda
A Nyolc préda egy amerikai horrorfilm Tom Skull rendezésében, melyet 2008-ban mutattak be.

## Történet
Nyolc zaklatott fiatal bekerül egy rehabilitációs központba vétségek elkövetése miatt. A fiataloknak ezután alkalmuk nyílik arra, hogy egy távoli kanadai állami erdőben szálljanak meg. Egy vérszomjas grizzly medve azonban felébred a téli álmából, és a fiatalokra támad. Ezután Kiki meghal, majd Ty, Lola, Ryan és végül Candy. Mindössze ketten élik túl a kalandot: Bebe és Bob Ranger. Majd rájönnek, hogy ez a fenevad veszedelmesebb, mint gondolták. A végén kiderül hogy Bob Ranger képezte ki a grizzly-t arra, hogy megölje a fiatalokat, mondván: nem tanultak a hibáikból.

## Szereplők
- Ranger Bob (Glenn Morshower)
- Michael White (Randy Wayne)
- Ty (Shedrack Anderson)
- Tiffany Stone (Whitney Cummings)
- Kiki (Jelynn Rodriguez)
- Lola (Zulay Henao)
- Howard (Rance Howard)
- boldogtalan táborozó, a neve nem derül ki (Susan Blakely)
- csaló (Trevor Peterson)
- Ryan (Kavan Reece)
- Bebe (Emily Foxler)
- Mike (Ryan Culver)
- Candy (Julie Skon)
- Jerry (Jerry Sword)
- Butch (Jeff Watson)
- Bemondó (Erik Hollander)